# Carl Friedrich Goerdeler

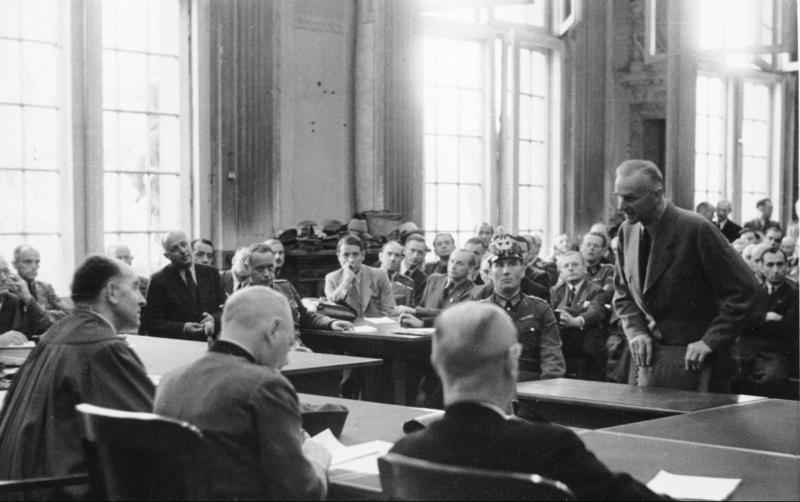
Carl Friedrich Goerdeler face à ses juges lors de son procès en septembre 1944.

Carl Friedrich Goerdeler, né le 31 juillet 1884 à Schneidemühl et mort le 2 février 1945, exécuté à la prison de Plötzensee, est un homme politique conservateur allemand, opposant au régime nazi.

## Biographie
Goerdeler naît dans la ville de Schneidemühl dans la province de Posnanie, d’une famille d’officiers prussiens. Il étudie le droit et, après la Première Guerre mondiale, rejoint le parti conservateur Deutschnationale Volkspartei (DNVP ou Parti national du peuple allemand). Il est élu Bürgermeister (bourgmestre) à Königsberg en Prusse-Orientale, puis maire de Leipzig en 1930. Il est commissaire des prix sous le gouvernement de son ami Heinrich Brüning en 1931 et 1932 puis à nouveau en 1934 et 1935. Pendant la république de Weimar, Goerdeler est considéré comme un politicien habile et travailleur et même, en 1932, comme un chancelier possible par Kurt von Schleicher qui lui préfère finalement Franz von Papen à la succession de Brüning. Pendant son second mandat de commissaire des prix, Goerdeler rentre fréquemment en conflit avec Hjalmar Schacht à propos de la politique inflationniste de ce dernier qui, selon lui, met en danger l’économie allemande. Il démissionne finalement de son poste en 1935.
Goerdeler s’oppose à l’idéologie raciale nazie. Il quitte le DNVP lorsque le parti commence à coopérer avec le Parti national-socialiste (NSDAP) en 1931. Après 1933, Goerdeler est l’un des rares hommes politiques en opposition ouverte avec le NSDAP. À plusieurs reprises, il aide les hommes d’affaires juifs de Leipzig victimes des restrictions économiques décidées par les nazis. Lorsque ceux-ci font détruire le monument à l’effigie du compositeur juif-allemand Felix Mendelssohn, Goerdeler tente de le faire reconstruire et, devant son échec, refuse sa réélection en 1937 comme maire de Leipzig, puis quitte son poste.
Entre 1937 et 1938, Goerdeler voyage en France, en Grande-Bretagne, aux États-Unis et au Canada pour dénoncer la politique agressive des nazis. Pendant cette période, il rencontre à plusieurs reprises Winston Churchill et Robert Vansittart alors ministre britannique des Affaires étrangères. Bien qu’opposé à la politique extérieure du gouvernement allemand, il prône aussi, auprès de ses interlocuteurs étrangers, le rattachement à l’Allemagne des Sudètes, du corridor de Dantzig, de Memel, de la ville libre de Dantzig ainsi que des anciennes colonies africaines. En 1938, il est profondément déçu des accords de Munich qui, selon lui, détruisent la meilleure chance de provoquer un putsch contre le régime nazi. Il écrit à un ami américain : «… le peuple allemand ne voulait pas la guerre ; l’armée aurait tout fait pour l’éviter… le monde était prévenu et informé à temps. Si ces avertissements avaient été pris en compte, l’Allemagne serait aujourd’hui libérée de son dictateur et se serait tournée contre Mussolini. En quelques semaines, nous aurions pu commencer à bâtir les fondements d’une paix mondiale basée sur la justice, la raison et la décence. Une Allemagne purifiée, avec un gouvernement formé de personnalités décentes aurait été prête à régler le problème espagnol avec la France et la Grande-Bretagne, à supprimer Mussolini et, avec l’aide des États-Unis, à créer une situation de paix en Orient. La route aurait été ouverte pour une coopération économique et sociale, pour la création de relations paisibles entre le Capital, les travailleurs et les États, pour la promotion des concepts éthiques et pour une vision fraiche visant à améliorer les conditions générales de vie. ».
Malgré ce qu’il considère comme un important retour en arrière, Goerdeler poursuit ses efforts dans le but de renverser le régime nazi. Optimiste incurable et doté d’un important sens civique et de fortes convictions religieuses, il est persuadé que, s’il parvient à convaincre suffisamment de personnes, il peut alors détruire le régime en place.
Dans ce but, il rassemble plusieurs hommes politiques conservateurs et plusieurs généraux (tels qu’Ulrich von Hassell, Ludwig Beck et Johannes Popitz) opposés à Adolf Hitler. Ensemble, ils développent une nouvelle Constitution pour l'Allemagne ainsi qu’une liste de ministres possible pour un nouveau gouvernement. Cette Constitution propose un fort pouvoir exécutif, un haut degré de décentralisation, un Reichstag partiellement élu sur le mode britannique Scrutin uninominal majoritaire à un tour (au lieu du système en place d’élection sur des listes de partis politiques) et comprenant des représentants nommés par les églises chrétiennes, les syndicats, les universités et les groupes économiques. Pour la préparation de cette Constitution, Goerdeler demande l’aide de son ami Dietrich Bonhoeffer et celle du Cercle de Fribourg (Freiburger Kreis), un groupe de professeurs de l’université de cette ville.
Goerdeler est un ardent défenseur du capitalisme et, en cela, est fortement opposé au socialisme défendu par le Cercle de Kreisau. Ce système est, selon lui, destiné à servir de fondement à la démocratie des 10 commandements. En mars 1944, il écrit une lettre à plusieurs officiers de la Wehrmacht pour leur demander de s’opposer aux nazis. Cependant, Goerdeler est vivement critiqué par les autres membres de la résistance allemande, en particulier :
- pour son opposition au meurtre d’Hitler qu’il souhaiterait voir jugé ;
- pour ses sympathies monarchiques ;
- et pour son idéologie radicalement anti-communiste.

Dans le cadre du complot du 20 juillet 1944, il est prévu que Goerdeler soit nommé chancelier du nouveau gouvernement formé à l'issue de l'assassinat de Hitler.
Mais, dès le 17 juillet 1944, un avis d’arrestation est émis contre Goerdeler. Il tente de s’enfuir mais est capturé le 12 août sur dénonciation. Le 9 septembre, après un procès mené au Volksgerichtshof, il est condamné à mort. Il est exécuté par pendaison le 2 février 1945 à la prison de Plötzensee près de Berlin.
Goerdeler est cité par Rudolf Roessler comme l'une des sources des renseignements qui lui ont permis d'informer les services secrets suisses et le GRU soviétique des plans de l'Oberkommando der Wehrmacht (OKW) de 1942 à 1944.

## Filmographie
- Walkyrie (2008), de Bryan Singer, où Goerdeler est interprété par Kevin McNally.
- Wir, Geiseln der SS  [Nous, otages des SS] (2014), de Christian Frey, où l'on évoque le sort de sa famille condamnée à la sippenhaft.